# La Aurora (Jalisco)
La Aurora es una localidad del estado mexicano de Jalisco. Es parte del municipio de Juanacatlán.

## Demografía
| Censo | Población |
| ----- | --------- |
| 1900  | 222       |
| 1910  | 215       |
| 1921  | 105       |
| 1930  | 13        |
| 1940  | 57        |
| 1950  | 125       |
| 1960  | 168       |
| 1970  | 244       |
| 1980  | 74        |
| 1990  | 107       |
| 2000  | 149       |
| 2010  | 102       |
| 2020  | 16 635    |